# Quartier des Halles

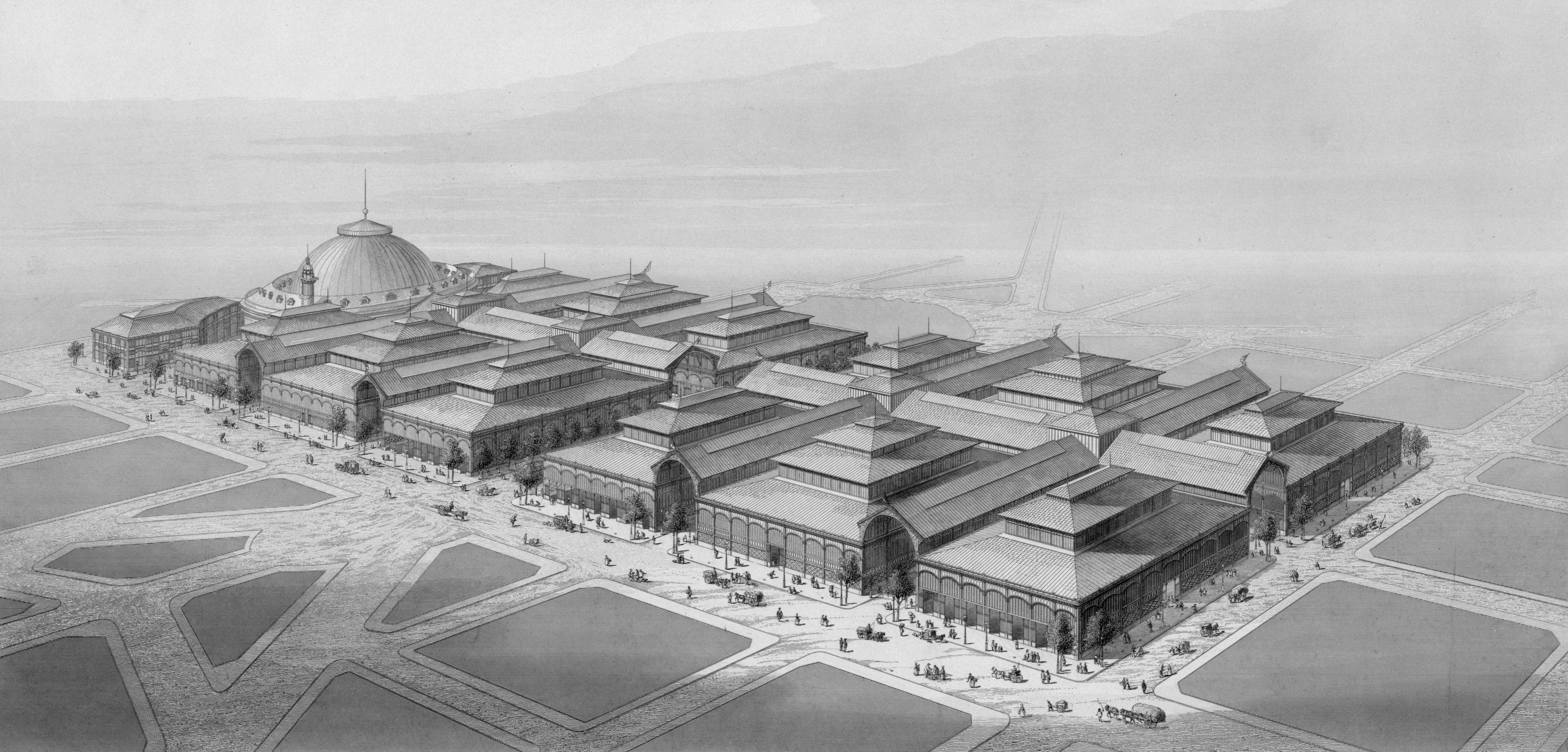
Haly staré tržnice, které daly jméno čtvrti (1863)

Quartier des Halles (v překladu čtvrť Hal) je 2. administrativní čtvrť v Paříži, která je součástí 1. obvodu. Má rozlohu 41,2 ha a je vymezena ulicemi Rue de Rivoli na jihu, Rue Crois des Petits Champs na západě, Rue Étienne-Marcel na severu a Boulevardem de Sébastopol na východě.
Čtvrť byla pojmenována po staré tržnici Les Halles (česky haly), na jejímž místě vzniklo v 70. letech 20. století obchodní a kulturní centrum Forum des Halles se stejnojmenným parkem a rozsáhlou podzemní stanicí RER Châtelet – Les Halles, které jsou přirozeným středem čtvrti.

## Vývoj počtu obyvatel
| Rok sčítání | Počet obyvatel | Hustota zalidnění (ob./km²) |
| ----------- | -------------- | --------------------------- |
| 1954        | 20 298         | 49 267                      |
| 1962        | 19 385         | 47 051                      |
| 1968        | 17 685         | 42 925                      |
| 1975        | 11 230         | 27 257                      |
| 1982        | 9 668          | 23 466                      |
| 1990        | 10 110         | 24 539                      |
| 1999        | 8 984          | 21 806                      |